# Blacus madli
Blacus madli är en stekelart som beskrevs av Haeselbarth 1992. Blacus madli ingår i släktet Blacus och familjen bracksteklar. Inga underarter finns listade.